# Sprawności
Sprawności w skautingu to jedno z dwóch podstawowych i najstarszych narzędzi motywujących członków ruchu do rozwoju. Zasady dotyczące sprawności zmieniały się z czasem i w zależności od organizacji, jednak idea pozostała niezmienna: sprawności potwierdzają posiadanie umiejętności i wiedzy w konkretnych dziedzinach. Natomiast stopnie odpowiadają ogólnemu poziomowi rozwoju.
Sprawności to oznaki, które po przyznaniu umieszcza się w odpowiednim miejscu na mundurze; chociaż czasami (np. w ZHP) istnieje rozróżnienie pomiędzy sprawnością, czyli zdobytą i udowodnioną działaniem umiejętnością, a jej oznaczeniem na mundurze.

## Początki
W pierwszych latach istnienia skautingu skaut wstępujący do patrolu przechodził kolejne stopnie (tenderfoot, skaut II klasy, skaut I klasy) zdając egzaminy skautowe, obejmujące głównie biwakowanie, tropienie, ratownictwo. Po uzyskaniu stopnia skauta I klasy, mógł zdawać egzaminy nazywane egzaminami honorowymi lub egzaminami biegłości, dotyczyły one konkretnych dziedzin lub umiejętności. Zdanie egzaminu honorowego oznaczane było odpowiednią odznaką, to były właśnie sprawności. W roku 1908 było ich zaledwie kilka, dotyczyły: sygnalizacji, ratownictwa, pływania, podchodzenia i ogólnie pojętych rzemiosł.  Już 1913 roku w organizacji brytyjskiej w trakcie zlotu i wystawy w Birmingham obowiązywały 52 odznaki (z czego 8 wprowadzonych w styczniu 1913), nazywane proficiency badges. Były to krążki wełniane, o średnicy niespełna 4 cm, barwy khaki (bułano-zielonawej) z wyszytym (maszynowo) jedwabną nicią wyobrażeniem danej sprawności. Sprawności nosiło się na prawym rękawie (lub specjnym naramienniku), z wyjątkiem strażaka, wskazidrogi, sygnalisty, cyklisty i strzelca, które to nosiło się na lewym. Specjalnie wyróżnione była służba ambulansowa wyszyta na białym tle, którą nosiło się na obu rękawach powyżej innych sprawności. Symbolem był czerwony grecki krzyż w obwódce zielonej dla organizacji brytyjskiej oraz czerwonej dla pozostałych organizacji
W pierwszych dwóch latach działalności ruchu przyznano 180 000 oznak, w tym 30 000 służby ambulansowej. Istniał wtedy zwyczaj pozwalający skautom wymieniać swoje sprawności po nazwisku w podpisie (np. litów)..

## Skauting polski
Początkowo w skautingu polskim sprawności nie były stosowane. Jednym z argumentów przeciwko była obawa przed wpędzeniem skautów w próżność z powodu posiadania wielu odznak. Po raz pierwszy zastosowano je na zlocie w Birmingham przyznając uchwałą komendy polskiej drużyny ponad 300 odznak 41 skautom.

### Współczesne harcerstwo
Obecnie każda organizacja harcerska posiada własny regulamin sprawności. Różnią się nie tylko ich listą, ale również sposobem zdobywania i oznaczania. W większości organizacji sprawności dzielą się na sprawności zuchowe i sprawności harcerskie.
Harcerze, wędrownicy i harcerze starsi zdobywają sprawności harcerskie podzielone na 4 poziomy trudności. Są oznaczane okręgiem na prawym ramieniu munduru, w którym został przedstawiony symbol graficzny danej sprawności
Oznaki sprawności zuchowych mają kształt trójkątów równobocznych.

## Boy Scouts of America
W BSA od 1910 roku istnieją merit badges. System cały czas jest dostosowywany do potrzeb, zmieniane są wymagania, pojawiają się nowe odznaki, przestarzałe są wycofywane lub zastępowane nowymi, jednak wszystko to dzieje się bez rewolucji. Początkowo istniało 14 odznak, obecnie jest dostępnych 121 (2006). Odznaki zawsze mają kształt koła z zieloną obwódką, jednak szczegóły techniczne wykonania zmieniały się z czasem i tak powstało 10 typów (oznaczane literami od A do J). Początkowo nosiło się je na prawym rękawie, następnie przeniesiono je na specjalną szarfę, noszoną na specjalne okazje, a na rękawie można było nosić do sześciu odznak w dwóch rzędach po trzy. Obecnie na rękawie można nosić sześć odznak w trzech rzędach po dwie odznaki, tuż nad mankietem i tylko w koszulach z długim rękawem; reszta sprawności na szarfie, po trzy w rzędzie. Zdobywanie wyższych stopni (Live, Star, Eagle) polega w dużej mierze na zdobyciu odpowiedniej ilości sprawności.
Odznaki te są obiektem zainteresowana kolekcjonerów. 